# Nebe Tepe
Nebet Tepe (bulgariska: Небет тепе) är en kulle i Bulgarien.   Den ligger i regionen Plovdiv, i den centrala delen av landet, 130 km sydost om huvudstaden Sofia. Toppen på Nebet Tepe är 188 meter över havet.
Terrängen runt Nebet Tepe är platt. Runt Nebet Tepe är det ganska tätbefolkat, med 185 invånare per kvadratkilometer.. Närmaste större samhälle är Plovdiv, 0,20 km sydväst om Nebet Tepe.
Trakten runt Nebet Tepe består till största delen av jordbruksmark.